# راندي سميث (مطور لعبة فيديو)

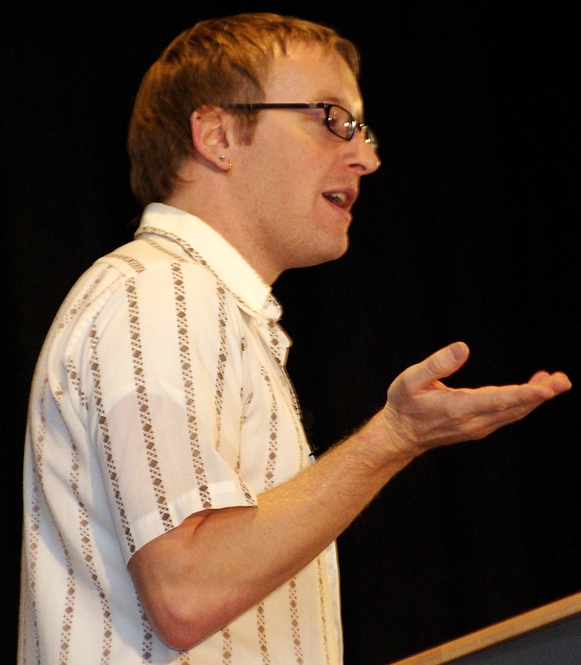
راندي سميث في نوفمبر 2007

راندي سميث،  (بالإنجليزية: Randy Smith)‏من مواليد 14 يونيو 1974، هو مطور ألعاب فيديو أمريكي، اشتهر بإصدار سلاسل ألعاب ثيف، بالإضافة لمساهمته في بعض الألعاب الإلكترونية التابعة لاستوديو لوكينغ غلاس ستوديوز وآيون ستروم.

## الموقع الخارجي
- Randy Smith's Rap Sheet on MobyGames